# Њукасл (Тексас)
Њукасл (енгл. Newcastle) град је у америчкој савезној држави Тексас. По попису становништва из 2010. у њему је живело 585 становника.

## Демографија
Према попису становништва из 2010. у граду је живело 585 становника, што је 10 (1,7%) становника више него 2000. године.
| Група             | 2000.       | 2010.       |
| Белци             | 524 (91,1%) | 559 (95,6%) |
| Афроамериканци    | 8 (1,4%)    | 0 (0,0%)    |
| Азијати           | 0 (0,0%)    | 0 (0,0%)    |
| Хиспаноамериканци | 32 (5,6%)   | 23 (3,9%)   |
| Укупно            | 575         | 585         |